# Cəngan
Cəngan är en ort i Azerbajdzjan.   Den ligger i distriktet Sabirabad Rayonu, i den sydöstra delen av landet, 110 km sydväst om huvudstaden Baku. Antalet invånare är 348.
Terrängen runt Cəngan är mycket platt. Närmaste större samhälle är Salyan, 15,1 km söder om Cəngan.